# Giải vô địch bóng đá ASEAN 2024 (vòng đấu loại trực tiếp)
Vòng đấu loại trực tiếp Giải vô địch bóng đá ASEAN 2024 diễn ra từ ngày 26 tháng 12 năm 2024 đến ngày 5 tháng 1 năm 2025. Tổng cộng có 4 đội tuyển tranh tài ở vòng này để xác định nhà vô địch của Giải vô địch bóng đá ASEAN 2024.
Việt Nam đã giành chiến thắng chung cuộc 5–3 sau hai lượt trận trước Thái Lan trong trận chung kết để lên ngôi vô địch lần thứ ba.

## Các đội tuyển tham dự
Các đội sau đây đã giành quyền đi tiếp từ vòng bảng:
| Bảng | Nhất bảng | Nhì bảng    |
| ---- | --------- | ----------- |
| A    | Thái Lan  | Singapore   |
| B    | Việt Nam  | Philippines |

## Thể thức
- Tất cả các cặp đấu sẽ thi đấu theo thể thức hai lượt trận.
- Đội ghi được tổng số bàn thắng nhiều hơn sau hai lượt sẽ giành chiến thắng.
  - Nếu tổng tỷ số sau hai lượt là hòa, hai đội sẽ thi đấu hiệp phụ.
  - Và nếu trong hiệp phụ cả hai đội vẫn ghi được số bàn thắng bằng nhau, trận đấu sẽ được quyết định bằng loạt sút luân lưu.

## Lịch thi đấu
Lịch thi đấu của từng vòng như sau:
| Vòng      | Lượt đi                 | Lượt về                 |
| --------- | ----------------------- | ----------------------- |
| Bán kết   | 26–27 tháng 12 năm 2024 | 29–30 tháng 12 năm 2024 |
| Chung kết | 2 tháng 1 năm 2025      | 5 tháng 1 năm 2025      |

## Nhánh đấu
|  | Bán kết | Bán kết           | Bán kết  | Bán kết | Bán kết |   |    | Chung kết | Chung kết | Chung kết | Chung kết | Chung kết |
|  |         |                   |          |         |         |   |    |           |           |           |           |           |
|  | A2      | Singapore         | 0        | 1       | 1       |   |    |           |           |           |           |           |
|  | B1      | Việt Nam          | 2        | 3       | 5       |   |    |           |           |           |           |           |
|  |         |                   |          |         |         |   | B1 | Việt Nam  | 2         | 3         | 5         |           |
|  |         | A1                | Thái Lan | 1       | 2       | 3 |    |           |           |           |           |           |
|  | B2      | Philippines       | 2        | 1       | 3       |   |    |           |           |           |           |           |
|  | A1      | Thái Lan (s.h.p.) | 1        | 3       | 4       |   |    |           |           |           |           |           |

## Bán kết
Hai đội đứng đầu mỗi bảng giành quyền vào vòng đấu loại trực tiếp, bao gồm các trận bán kết và chung kết thi đấu theo thể thức hai lượt.

| Đội 1       | TTS | Đội 2    | Lượt đi | Lượt về      |
| ----------- | --- | -------- | ------- | ------------ |
| Singapore   | 1–5 | Việt Nam | 0–2     | 1–3          |
| Philippines | 3–4 | Thái Lan | 2–1     | 1–3 (s.h.p.) |

### Lượt đi

#### Singapore vs Việt Nam
| Singapore | 0–2      | Việt Nam                                                   |
| --------- | -------- | ---------------------------------------------------------- |
|           | Chi tiết | - Nguyễn Tiến Linh 90+11' (ph.đ.) - Nguyễn Xuân Son 90+14' |

| Singapore | Việt Nam |

| GK               | 1  | Izwan Mahbud          |     |     |
| CB               | 21 | Safuwan Baharudin (c) |     |     |
| LB               | 5  | Amirul Adli           |     |     |
| CB               | 15 | Lionel Tan            |     |     |
| RB               | 2  | Irfan Najeeb          |     |     |
| DF               | 3  | Ryhan Stewart         |     | 59' |
| DM               | 8  | Shahdan Sulaiman      |     | 65' |
| CM               | 16 | Hami Syahin           |     | 83' |
| CM               | 6  | Shah Shahiran         | 61' |     |
| CF               | 20 | Shawal Anuar          | 56' |     |
| RM               | 9  | Glenn Kweh            |     | 65' |
| Thay người:      |    |                       |     |     |
| LM               | 10 | Faris Ramli           |     | 59' |
| MF               | 13 | Taufik Suparno        |     | 65' |
| MF               | 14 | Hariss Harun          |     | 65' |
| DF               | 11 | Shakir Hamzah         |     | 83' |
| Huấn luyện viên: |    |                       |     |     |
| Tsutomu Ogura    |    |                       |     |     |

| GK               | 21 | Nguyễn Đình Triệu    |     |     |
| CB               | 4  | Bùi Tiến Dũng        |     | 46' |
| RB               | 7  | Phạm Xuân Mạnh       |     |     |
| CB               | 16 | Nguyễn Thành Chung   | 61' |     |
| AM               | 19 | Nguyễn Quang Hải (c) |     | 60' |
| CM               | 14 | Nguyễn Hoàng Đức     |     |     |
| LB               | 26 | Khuất Văn Khang      |     | 73' |
| CF               | 12 | Nguyễn Xuân Son      |     |     |
| CF               | 18 | Đinh Thanh Bình      |     | 60' |
| CM               | 5  | Trương Tiến Anh      |     | 46' |
| CM               | 15 | Bùi Vĩ Hào           |     |     |
| Thay người:      |    |                      |     |     |
| DF               | 13 | Hồ Tấn Tài           |     | 46' |
| DF               | 2  | Đỗ Duy Mạnh          |     | 46' |
| MF               | 25 | Doãn Ngọc Tân        |     | 60' |
| FW               | 22 | Nguyễn Tiến Linh     |     | 60' |
| DF               | 3  | Nguyễn Văn Vĩ        |     | 73' |
| Huấn luyện viên: |    |                      |     |     |
| Kim Sang-sik     |    |                      |     |     |

| Cầu thủ xuất sắc nhất trận: Đỗ Duy Mạnh (Việt Nam) Trợ lý trọng tài: Yoon Jae-yeol (Hàn Quốc) Park Sang-jun (Hàn Quốc) Trọng tài thứ tư: Razlan Joffri Ali (Malaysia) Trọng tài VAR: Choi Hyun-jai (Hàn Quốc) Trợ lý trọng tài VAR: Sivakorn Pu-udom (Thái Lan) Đỗ Kiến Tân (Trung Quốc) |

| Thống kê             | Singapore | Việt Nam |
| -------------------- | --------- | -------- |
| Bàn thắng            | 0         | 2        |
| Tổng số cú sút       | 10        | 11       |
| Số cú sút trúng đích | 4         | 5        |
| Tỷ lệ kiểm soát bóng | 66%       | 33%      |
| Phạt góc             | 6         | 5        |
| Số lỗi phạt          | 8         | 9        |
| Việt vị              | 3         | 4        |
| Thẻ vàng             | 2         | 1        |
| Thẻ đỏ               | 0         | 0        |

#### Philippines vs Thái Lan
| Philippines                 | 2–1      | Thái Lan       |
| --------------------------- | -------- | -------------- |
| - Reyes 21' - Linares 90+5' | Chi tiết | - Suphanan 45' |

| Philippines | Thái Lan |

| GK               | 16 | Quincy Kammeraad        |     |       |
| LB               | 20 | Michael Kempter (c)     |     | 61'   |
| CM               | 17 | Zico Bailey             |     |       |
| CB               | 2  | Adrian Ugelvik          |     |       |
| CB               | 4  | Kike Linares            |     |       |
| RB               | 3  | Paul Tabinas            |     |       |
| LW               | 21 | Santiago Rublico        |     |       |
| CM               | 19 | Oskari Kekkonen         |     | 71'   |
| RW               | 13 | Alex Monis              |     | 90+3' |
| AM               | 6  | Sandro Reyes            |     | 90+4' |
| CF               | 10 | Bjørn Martin Kristensen | 25' | 70'   |
| Thay người:      |    |                         |     |       |
| DF               | 5  | Scott Woods             |     | 61'   |
| FW               | 9  | Jarvey Gayoso           |     | 70'   |
| DF               | 23 | Christian Rontini       |     | 71'   |
| FW               | 24 | Javier Mariona          |     | 90+4' |
| FW               | 11 | Uriel Dalapo            |     | 90+3' |
| Huấn luyện viên: |    |                         |     |       |
| Albert Capellas  |    |                         |     |       |

| GK               | 1  | Patiwat Khammai          |  |     |
| RB               | 21 | Suphanan Bureerat        |  |     |
| CB               | 15 | Saringkan Promsupa       |  |     |
| LB               | 6  | Thitathorn Aksornsri     |  | 46' |
| CB               | 4  | Jonathan Khemdee         |  |     |
| LF               | 7  | Supachok Sarachat        |  | 79' |
| CM               | 8  | Peeradol Chamrasamee (c) |  |     |
| DM               | 18 | Weerathep Pomphan        |  |     |
| CM               | 16 | Akarapong Pumwisat       |  | 90' |
| RF               | 10 | Suphanat Mueanta         |  | 64' |
| CF               | 9  | Patrik Gustavsson        |  | 64' |
| Thay người:      |    |                          |  |     |
| DF               | 12 | Nicholas Mickelson       |  | 46' |
| MF               | 25 | Seksan Ratree            |  | 64' |
| FW               | 14 | Teerasak Poeiphimai      |  | 64' |
| MF               | 22 | Worachit Kanitsribampen  |  | 79' |
| MF               | 19 | William Weidersjö        |  | 90' |
| Huấn luyện viên: |    |                          |  |     |
| Masatada Ishii   |    |                          |  |     |

| Cầu thủ xuất sắc nhất trận: Sandro Reyes (Philippines) Trợ lý trọng tài: Kang Dong-ho (Hàn Quốc) Cheon Jin-hee (Hàn Quốc) Trọng tài thứ tư: Ngô Duy Lân (Việt Nam) Trọng tài VAR: Muhammad Taqi (Singapore) Trợ lý trọng tài VAR: Đỗ Kiến Tân (Trung Quốc) Choi Hyun-jai (Hàn Quốc) |

| Thống kê             | Philippines | Thái Lan |
| -------------------- | ----------- | -------- |
| Bàn thắng            | 2           | 1        |
| Tổng số cú sút       | 6           | 14       |
| Số cú sút trúng đích | 2           | 4        |
| Tỷ lệ kiểm soát bóng | 42%         | 57%      |
| Phạt góc             | 4           | 0        |
| Số lỗi phạt          | 5           | 7        |
| Việt vị              | 3           | 1        |
| Thẻ vàng             | 1           | 0        |
| Thẻ đỏ               | 0           | 0        |

### Lượt về

#### Việt Nam vs Singapore
| Việt Nam                                                              | 3–1      | Singapore      |
| --------------------------------------------------------------------- | -------- | -------------- |
| - Nguyễn Xuân Son 45+1' (ph.đ.), 63' - Nguyễn Tiến Linh 90+3' (ph.đ.) | Chi tiết | - Nakamura 74' |

| Việt Nam | Singapore |

| GK               | 21 | Nguyễn Đình Triệu  | 90+7' |     |
| CB               | 4  | Bùi Tiến Dũng      | 90+6' |     |
| CB               | 2  | Đỗ Duy Mạnh (c)    |       |     |
| LM               | 17 | Vũ Văn Thanh       |       | 70' |
| RM               | 7  | Phạm Xuân Mạnh     |       | 81' |
| CB               | 16 | Nguyễn Thành Chung |       |     |
| CM               | 25 | Doãn Ngọc Tân      |       |     |
| CF               | 8  | Châu Ngọc Quang    |       |     |
| CM               | 14 | Nguyễn Hoàng Đức   |       | 70' |
| CM               | 24 | Nguyễn Hai Long    |       | 60' |
| CF               | 12 | Nguyễn Xuân Son    | 83'   |     |
| Thay người:      |    |                    |       |     |
| AM               | 22 | Nguyễn Tiến Linh   |       | 60' |
| DF               | 13 | Hồ Tấn Tài         | 86'   | 70' |
| AM               | 19 | Nguyễn Quang Hải   |       | 70' |
| DF               | 3  | Nguyễn Văn Vĩ      |       | 81' |
| Huấn luyện viên: |    |                    |       |     |
| Kim Sang-sik     |    |                    |       |     |

| GK               | 1  | Izwan Mahbud           |       |     |
| DM               | 14 | Hariss Harun           |       | 87' |
| CB               | 21 | Safuwan Baharudin (c)  | 10'   |     |
| RB               | 4  | Nazrul Nazari          |       | 60' |
| LB               | 5  | Amirul Adli            | 90+1' |     |
| CB               | 15 | Lionel Tan             | 43'   | 74' |
| CM               | 7  | Kyoga Nakamura         |       |     |
| DM               | 6  | Shah Shahiran          | 53'   |     |
| CM               | 10 | Faris Ramli            |       | 46' |
| CF               | 20 | Shawal Anuar           |       |     |
| RM               | 9  | Glenn Kweh             |       | 60' |
| Thay người:      |    |                        |       |     |
| DF               | 3  | Ryhan Stewart          |       | 46' |
| MF               | 22 | Christopher van Huizen |       | 60' |
| AM               | 13 | Hami Syahin            | 90+1' | 60' |
| ST               | 23 | Abdul Rasaq Akeem      |       | 74' |
| DM               | 8  | Shahdan Sulaiman       |       | 87' |
| Huấn luyện viên: |    |                        |       |     |
| Tsutomu Ogura    |    |                        |       |     |

| Cầu thủ xuất sắc nhất trận: Đỗ Duy Mạnh (Việt Nam) Trợ lý trọng tài: Sanzhar Shoyusupov (Uzbekistan) Alisher Usmanov (Uzbekistan) Trọng tài thứ tư: Firdaus Norsafarov (Uzbekistan) Trọng tài VAR: Sivakorn Pu-udom (Thái Lan) Trợ lý trọng tài VAR: Đỗ Kiến Tân (Trung Quốc) |

| Thống kê             | Việt Nam | Singapore |
| -------------------- | -------- | --------- |
| Bàn thắng            | 3        | 1         |
| Tổng số cú sút       | 10       | 10        |
| Số cú sút trúng đích | 5        | 5         |
| Tỷ lệ kiểm soát bóng | 38%      | 61%       |
| Phạt góc             | 5        | 2         |
| Số lỗi phạt          | 18       | 15        |
| Việt vị              | 3        | 3         |
| Thẻ vàng             | 4        | 5         |
| Thẻ đỏ               | 0        | 0         |

#### Thái Lan vs Philippines
| Thái Lan                                        | 3–1 (s.h.p.) | Philippines      |
| ----------------------------------------------- | ------------ | ---------------- |
| - Peeradol 37' - Gustavsson 54' - Suphanat 116' | Chi tiết     | - Kristensen 84' |

| Thái Lan | Philippines |

| GK               | 1  | Patiwat Khammai          | 120' |       |     |
| CB               | 3  | Pansa Hemviboon          | 69'  |       |     |
| DF               | 12 | Nicholas Mickelson       |      |       |     |
| RB               | 21 | Suphanan Bureerat        |      |       |     |
| CB               | 5  | Chalermsak Aukkee        |      | 78'   |     |
| LF               | 7  | Supachok Sarachat        |      |       |     |
| CM               | 8  | Peeradol Chamrasamee (c) |      | 64'   |     |
| FW               | 13 | Ben Davis                | 21'  |       |     |
| DM               | 18 | Weerathep Pomphan        |      | 98'   |     |
| MF               | 25 | Seksan Ratree            | 82'  | 90+4' |     |
| CF               | 9  | Patrik Gustavsson        |      | 64'   |     |
| Thay người:      |    |                          |      |       |     |
| CM               | 16 | Akarapong Pumwisat       |      | 64'   |     |
| FW               | 14 | Teerasak Poeiphimai      |      | 64'   | 78' |
| MF               | 22 | Worachit Kanitsribampen  |      | 78'   |     |
| CB               | 4  | Jonathan Khemdee         |      | 78'   |     |
| MF               | 19 | William Weidersjö        |      | 90+4' |     |
| RF               | 10 | Suphanat Mueanta         | 116' | 98'   |     |
| Huấn luyện viên: |    |                          |      |       |     |
| Masatada Ishii   |    |                          |      |       |     |

| GK               | 16 | Quincy Kammeraad        |        |     |     |
| CB               | 12 | Amani Aguinaldo         |        |     |     |
| LB               | 20 | Michael Kempter (c)     |        |     |     |
| CM               | 17 | Zico Bailey             |        |     |     |
| CB               | 2  | Adrian Ugelvik          |        | 51' |     |
| RB               | 3  | Paul Tabinas            |        |     |     |
| DF               | 8  | Michael Baldisimo       |        | 51' |     |
| RW               | 13 | Alex Monis              | 90+1'  |     |     |
| FW               | 9  | Jarvey Gayoso           |        | 90' |     |
| AM               | 6  | Sandro Reyes            |        |     |     |
| FW               | 24 | Javier Mariona          |        | 73' |     |
| Thay người:      |    |                         |        |     |     |
| CB               | 4  | Kike Linares            |        | 51' | 87' |
| DF               | 23 | Christian Rontini       | 63'    | 51' |     |
| CF               | 10 | Bjørn Martin Kristensen | 120+1' | 73' |     |
| DF               | 5  | Scott Woods             |        | 87' |     |
| CM               | 19 | Oskari Kekkonen         |        | 90' |     |
| Huấn luyện viên: |    |                         |        |     |     |
| Albert Capellas  |    |                         |        |     |     |

| Cầu thủ xuất sắc nhất trận: Suphanat Mueanta (Thái Lan) Trợ lý trọng tài: Hishihashi Isao (Nhật Bản) Wantanabe Kota (Nhật Bản) Trọng tài thứ tư: Muhammad Nazmi Nasaruddin (Malaysia) Trọng tài VAR: Muhammad Taqi (Singapore) Trợ lý trọng tài VAR: Choi Hyun-Jai (Hàn Quốc) Đỗ Kiến Tân (Trung Quốc) |

| Thống kê             | Thái Lan | Philippines |
| -------------------- | -------- | ----------- |
| Bàn thắng            | 3        | 1           |
| Tổng số cú sút       | 22       | 18          |
| Số cú sút trúng đích | 8        | 6           |
| Tỷ lệ kiểm soát bóng | 53%      | 46%         |
| Phạt góc             | 3        | 6           |
| Số lỗi phạt          | 24       | 11          |
| Việt vị              | 0        | 2           |
| Thẻ vàng             | 5        | 3           |
| Thẻ đỏ               | 0        | 0           |

## Chung kết
| Đội 1    | TTSTooltip Aggregate score | Đội 2    | Lượt 1 | Lượt 2 |
| -------- | -------------------------- | -------- | ------ | ------ |
| Việt Nam | 5–3                        | Thái Lan | 2–1    | 3–2    |

### Lượt đi
| Việt Nam                 | 2–1      | Thái Lan       |
| ------------------------ | -------- | -------------- |
| Nguyễn Xuân Son 59', 73' | Chi tiết | Chalermsak 83' |

| Việt Nam | Thái Lan |

| GK               | 21 | Nguyễn Đình Triệu  |     |       |
| CB               | 4  | Bùi Tiến Dũng      | 64' |       |
| LM               | 17 | Vũ Văn Thanh       |     | 87'   |
| RM               | 7  | Phạm Xuân Mạnh (c) |     |       |
| CB               | 16 | Nguyễn Thành Chung |     |       |
| DF               | 3  | Nguyễn Văn Vĩ      |     | 72'   |
| CM               | 25 | Doãn Ngọc Tân      | 79' |       |
| CF               | 8  | Châu Ngọc Quang    |     | 87'   |
| CM               | 14 | Nguyễn Hoàng Đức   |     | 90+6' |
| CF               | 12 | Nguyễn Xuân Son    |     |       |
| FW               | 15 | Bùi Vĩ Hào         |     | 46'   |
| Thay ngừoi:      |    |                    |     |       |
| AM               | 19 | Nguyễn Quang Hải   |     | 46'   |
| MF               | 5  | Trương Tiến Anh    |     | 72'   |
| CB               | 2  | Đỗ Duy Mạnh        |     | 87'   |
| CM               | 24 | Nguyễn Hai Long    |     | 87'   |
| AM               | 22 | Nguyễn Tiến Linh   |     | 90+6' |
| Huấn luyện viên: |    |                    |     |       |
| Kim Sang-sik     |    |                    |     |       |

| GK               | 1  | Patiwat Khammai         |     |       |
| CB               | 3  | Pansa Hemviboon (c)     | 11' |       |
| DF               | 12 | Nicholas Mickelson      |     | 46'   |
| RB               | 21 | Suphanan Bureerat       |     |       |
| CB               | 5  | Chalermsak Aukkee       |     |       |
| MF               | 17 | Ekanit Panya            | 66' | 73'   |
| MF               | 19 | William Weidersjö       |     | 61'   |
| CM               | 16 | Akarapong Pumwisat      |     | 45+2' |
| MF               | 25 | Seksan Ratree           |     | 61'   |
| Thay người:      |    |                         |     |       |
| DM               | 18 | Weerathep Pomphan       |     | 45+2' |
| LB               | 6  | Thitathorn Aksornsri    |     | 46'   |
| RF               | 10 | Suphanat Mueanta        |     | 61'   |
| LF               | 7  | Supachok Sarachat       |     | 61'   |
| MF               | 22 | Worachit Kanitsribampen |     | 73'   |
| Huấn luyện viên: |    |                         |     |       |
| Masatada Ishii   |    |                         |     |       |

| Cầu thủ xuất sắc nhất trận: Nguyễn Xuân Son (Việt Nam) Trợ lý trọng tài: Zahy Al Shmari (Qatar) Khalid Ayed Khalaf (Qatar) Trọng tài thứ tư: Tuan Mohd Yaasin Tuan Mohd Hanafiah (Malaysia) Trọng tài VAR: Muhammad Taqi (Singapore) Trợ lý trọng tài VAR: Đỗ Kiến Tân (Trung Quốc) |

| Thống kê             | Việt Nam | Thái Lan |
| -------------------- | -------- | -------- |
| Bàn thắng            | 2        | 1        |
| Tổng số cú sút       | 21       | 13       |
| Số cú sút trúng đích | 9        | 3        |
| Tỷ lệ kiểm soát bóng | 36%      | 63%      |
| Phạt góc             | 6        | 3        |
| Số lỗi phạt          | 10       | 11       |
| Việt vị              | 2        | 1        |
| Thẻ vàng             | 2        | 2        |
| Thẻ đỏ               | 0        | 0        |

### Lượt về
| Thái Lan                   | 2–3      | Việt Nam                                                       |
| -------------------------- | -------- | -------------------------------------------------------------- |
| - Davis 28' - Supachok 64' | Chi tiết | - Phạm Tuấn Hải 8' - Pansa 82' (l.n.) - Nguyễn Hai Long 90+20' |

| Thái Lan | Việt Nam |

| GK               | 1  | Patiwat Khammai          |         |       |
| CB               | 3  | Pansa Hemviboon          |         |       |
| RB               | 21 | Suphanan Bureerat        |         |       |
| LB               | 6  | Thitathorn Aksornsri     | 79'     | 80'   |
| CB               | 4  | Jonathan Khemdee         |         |       |
| LF               | 7  | Supachok Sarachat        |         |       |
| CM               | 8  | Peeradol Chamrasamee (c) |         | 90+3' |
| FW               | 13 | Ben Davis                |         | 90+3' |
| DM               | 18 | Weerathep Pomphan        | 13' 74' |       |
| RF               | 10 | Suphanat Mueanta         |         |       |
| CF               | 9  | Patrik Gustavsson        |         | 79'   |
| Thay người:      |    |                          |         |       |
| MF               | 25 | Seksan Ratree            |         | 79'   |
| DF               | 12 | Nicholas Mickelson       |         | 80'   |
| MF               | 22 | Worachit Kanitsribampen  |         | 90+3' |
| AM               | 17 | Ekanit Panya             |         | 90+3' |
| Huấn luyện viên: |    |                          |         |       |
| Masatada Ishii   |    |                          |         |       |

| GK               | 21 | Nguyễn Đình Triệu    |        |     |
| CB               | 4  | Bùi Tiến Dũng        |        |     |
| LM               | 17 | Vũ Văn Thanh         |        |     |
| RB               | 7  | Phạm Xuân Mạnh       |        |     |
| CB               | 16 | Nguyễn Thành Chung   |        |     |
| DF               | 3  | Nguyễn Văn Vĩ        |        | 60' |
| MF               | 25 | Doãn Ngọc Tân        | 15'    | 60' |
| CF               | 8  | Châu Ngọc Quang      |        | 85' |
| CM               | 14 | Nguyễn Hoàng Đức (c) |        |     |
| CF               | 12 | Nguyễn Xuân Son      |        | 34' |
| FW               | 10 | Phạm Tuấn Hải        | 4'     | 83' |
| Thay người:      |    |                      |        |     |
| FW               | 22 | Nguyễn Tiến Linh     |        | 34' |
| AM               | 19 | Nguyễn Quang Hải     | 90+14' | 60' |
| DF               | 2  | Đỗ Duy Mạnh          |        | 60' |
| CF               | 18 | Đinh Thanh Bình      |        | 83' |
| CF               | 18 | Nguyễn Hai Long      | 90+20' | 85' |
| Huấn luyện viên: |    |                      |        |     |
| Kim Sang-sik     |    |                      |        |     |

| Cầu thủ xuất sắc nhất trận: Phạm Tuấn Hải (Việt Nam) Trợ lý trọng tài: Park Sang-jun (Hàn Quốc) Kang Dong-ho (Hàn Quốc) Trọng tài thứ tư: Thoriq Alkatiri (Indonesia) Trọng tài VAR: Choi Hyun-Jae (Hàn Quốc) Trợ lý trọng tài VAR: Đỗ Kiến Tân (Trung Quốc) |

| Thống kê             | Thái Lan | Việt Nam |
| -------------------- | -------- | -------- |
| Bàn thắng            | 2        | 3        |
| Tổng số cú sút       | 13       | 10       |
| Số cú sút trúng đích | 4        | 2        |
| Tỷ lệ kiểm soát bóng | 61%      | 39%      |
| Phạt góc             | 2        | 4        |
| Số lỗi phạt          | 11       | 3        |
| Việt vị              | 2        | 0        |
| Thẻ vàng             | 1        | 4        |
| Thẻ đỏ               | 1        | 0        |